# ネイティブ (コンピューティング)
コンピューティングにおけるネイティブ（英: Native）とは、システムが基盤となる技術と直接やり取りし、仲介する通信層や変換層を介さずに動作することを指す。

## ネイティブソフトウェア
ネイティブソフトウェアとは、互換性のある命令セットを実装するプロセッサによって直接実行されるようにビルドされたソフトウェアである。 あるプラットフォーム上でネイティブに実行されるプログラムは、エミュレータが利用可能であれば、別のプラットフォーム上でもエミュレータを介して実行可能であるが、通常は実行速度が大きく低下する 。例えば、ゲームボーイ用のゲーム（通常はカートリッジとして配布される）は、ゲームボーイ上でネイティブに実行されるが、他のコンピュータプラットフォームとの互換性は比較的低い。このようなゲームを他のプロセッサ上で実行するには、ゲームボーイのハードウェアをエミュレートするソフトウェアが必要である。
クロスプラットフォームソフトウェアは、複数のプロセッサ上で動作可能であるが、異なるターゲットシステムごとに再ビルドが必要な場合もある。

## ネイティブAPI
ネイティブなアプリケーションプログラミングインタフェース（API）は、基盤となる技術への直接アクセスを提供する。例えば、WindowsのネイティブAPIはWindows NTカーネルに特化したAPIであり、より汎用的なWindows APIでは直接アクセスできない一部のカーネル機能へのアクセスを提供する。

## ネイティブVM
ネイティブな仮想マシン（VM）は、仮想化を伴わず、または最も低レベルでの仮想化によって、ハードウェア上で直接動作する。例えば、複数層の仮想化が存在する場合、ハードウェアを実際に直接制御している最下層のオペレーティングシステムは「ネイティブVM」と呼ばれる。

## ネイティブデータ
データにおいて、ネイティブなデータ形式や通信プロトコルとは、特定のハードウェアまたはソフトウェアによってサポートされるものであり、一貫性が最大であり、追加の構成要素が最小限であるものを指す。
例えば、EGAおよびVGAビデオアダプタはコードページ437をネイティブにサポートしている。これは他のコードページのサポートを妨げるものではないが、それにはフォントのアップロードやグラフィックモードの使用が必要である。

## クラウドネイティブ
クラウドネイティブとは、クラウドコンピューティング環境においてアプリケーションをビルド、デプロイ、管理するアプローチを指し、クラウドベースのプラットフォーム上での動作に最適化されたソフトウェアを意味する。